# 三次函數
三次函數是以下形式的多項式函数：
{\displaystyle f(x)=ax^{3}+bx^{2}+cx+d}，其中 {\displaystyle a} ≠ {\displaystyle 0}。
若令f(x) = 0，可以得到三次方程：
{\displaystyle ax^{3}+bx^{2}+cx+d=0\,}。

有三個實根的三式函數圖形，函數和x軸y = 0有三個交點。此函數有二個臨界點，函數為f(x) = (x^{3} + 3x^{2} − 6x − 8)/4.

此方程的解即為多項式f(x)的根。若所有的系数a、b、c和,d都是实数，則此方程至少會有一個實數根（這對所有奇數次的多項式都成立）。三次函數的所有解都可以用代數函數來表示（這對二次函数、四次函數也都成立，但根據阿贝尔-鲁菲尼定理，更高次數的多項式一般來說沒有此特性）。利用三角函數也可以表示出函數的解。此方程的數值解可以用像牛顿法之類的求根算法求得。
三次函數的係數不一定要是複數。三次函數的許多特性，只要係數域的特征為0或是大於3就會成立。三次方程的解不一定會和系數同一個域，例如有理系數三次方程的解可能是無理數、甚至是非實數的複數。

## 外部連結
- Hazewinkel, Michiel (编), , , Springer, 2001, ISBN 978-1-55608-010-4
- History of quadratic, cubic and quartic equations（页面存档备份，存于） on MacTutor archive.